# 艾达·卢皮诺
艾达·卢皮诺（英語：Ida Lupino，1918年2月4日—1995年8月3日），女，英国和美国演员、歌手、导演和制片人。 她被公认为是1950年代好莱坞最杰出的女制片人之一。凭借自己的独立制作公司，她与他人共同撰写并共同制作了多部电影，并于1953年因《搭便车的人》成为首位拍摄黑色电影的女性导演。